# Fourmarierita
La fourmarierita és un mineral de la classe dels òxids. Rep el nom per P. Fourmarier (La Hulpe, Bèlgica, 25 de desembre de 1877 - Lieja, 20 de gener de 1970), professor de geologia de la Universitat de Lieja, a Bèlgica.

## Característiques
La fourmarierita és un hidròxid de fórmula química Pb(UO₂)₄O₃(OH)₄·4H₂O. Cristal·litza en el sistema ortoròmbic. La seva duresa a l'escala de Mohs es troba entre 3 i 4.
Segons la classificació de Nickel-Strunz la fourmarierita pertany a «04.GB - Uranils hidròxids, amb cations addicionals (K, Ca, Ba, Pb, etc.); principalment amb poliedres pentagonals UO₂(O,OH)₅» juntament amb els següents minerals: agrinierita, compreignacita, rameauita, becquerelita, bil·lietita, protasita, richetita, bauranoïta, calciouranoïta, metacalciouranoïta, wölsendorfita, masuyita, metavandendriesscheïta, vandendriesscheïta, vandenbrandeïta, sayrita, curita, iriginita, uranosferita i holfertita.

## Formació i jaciments
Va ser descoberta a la mina Shinkolobwe, situada a la localitat homònima del districte de Kambove, dins la província d'Alt Katanga (República Democràtica del Congo). Tot i tractar-se d'una espècie no gaire habitual ha estat descrita en tots els continents del planeta a excepció de l'Antàrtida.